# Liz Sheridan
Elizabeth Ann Sheridan (n. 10 aprilie 1929, Rye⁠(d), New York, SUA – d. 15 aprilie 2022, New York City, New York, SUA) a fost o actriță și dansatoare americană.